# آیدل (ترانه بی‌تی‌اس)

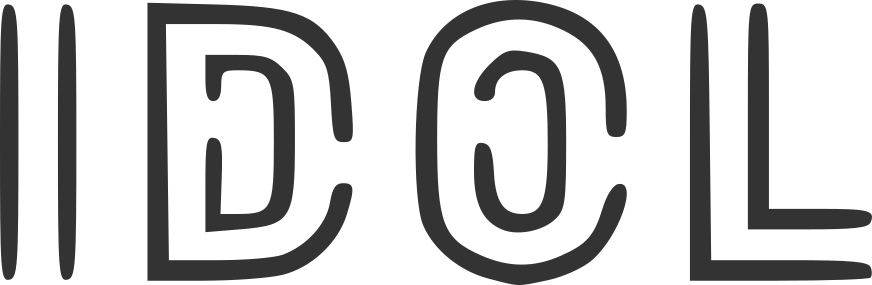
لوگوی IDOL

«آیدل» (به انگلیسی: Idol، به کره‌ای: 아이돌؛ به معنی «بت») ترانه ایست که توسط پسران کره ای، گروه بی تی اس ضبط شده‌ که در ۲۴ام آگوست سال ۲۰۱۸ توسط هایب لیبل به عنوان تک آهنگ اصلی از سومین آلبوم تلفیقی آنها خود را دوست داشته باش: پاسخ (سال ۲۰۱۸) منتشر شد.
نسخه ای که نیکی میناژ هم خوانده‌است نیز به‌عنوان آهنگ جایزه، همراه با آلبوم دیجیتال گنجانده شد. این تک آهنگ در رتبه ۱۱ ام چارت بیلیبورد هات ۱۰۰ قرار گرفت و این دو نسخه در هفته اول فروش آنها در ایالت متحده، ۴۳هزار نسخه فروختند.
در ۳ ژوئیه سال ۲۰۱۹، نسخه ژاپنی این آهنگ به همراه نسخه ژاپنی قطعه «پسر با عشق» و همچنین همراه یک آهنگ ژاپنی اصل با عنوان «چراغ‌ها» منتشر شد.

## موزیک ویدیو
در ۲۲ آگوست سال ۲۰۱۸، تیزر موزیک ویدیو منتشر شد. اما در حالی که موزیک ویدیو کامل این ترک در ۲۴ام آگوست منتشر شد، اما آمارهای رسمی یوتیوب نشان می‌دهد که بعد از انتشار تیزر ترک، به بیش از ۵۶میلیون بازدید در ۲۴ساعت نخستین رسیده‌است، و رکورد قبلی گروه بلک پینک برای آهنگ «ددو-دو ددو-دو» را شکست، که قبلاً در میان گروه‌های کی-پاپ، نخستین جایگاه را در بیشترین بازدید در ۲۴ ساعت اول داشت. و آن را تبدیل به پربیننده‌ترین موزیک ویدیو در ۲۴ ساعت اول کرد. او همچنین از موزیک ویدیوی تیلور سویفت، خواننده و ترانه‌سرای آمریکایی برای «ببین مرا به چه کارهایی واداشتی»، که ۴۳٫۲ میلیون بازدید در سال ۲۰۱۷ به ثبت رساند. در ۲۹ آگوست ۲۰۱۸، این موزیک ویدیو سریعترین موزیک ویدیویی شد که در سال ۲۰۱۸ به ۱۰۰ میلیون بازدید در یوتیوب رسید. این رکورد سرانجام در دسامبر ۲۰۱۸ توسط آریانا گرانده با آهنگ " ممنونم، بعدی " شکسته شد.